# Baai van Soonlepa
De Baai van Soonlepa (Estisch: Soonlepa laht) is een baai binnen de territoriale wateren van Estland. De baai is een onderdeel van Väinameri, het deel van de Oostzee tussen de eilanden Muhu, Saaremaa, Hiiumaa en Vormsi en het Estische vasteland. De baai ligt op het grondgebied van de gemeente Hiiumaa op het eiland Hiiumaa en is genoemd naar de plaats Soonlepa, een dorp in die gemeente dat aan de baai grenst.
De baai bestaat uit ondiep water met een matig zoutgehalte.

## Geografie
De baai ligt in het zuidoostelijke deel van het eiland Hiiumaa, tussen de schiereilanden Salinõmme aan de westkant en Sarve aan de oostkant. Van west naar oost zijn de dorpen langs de baai Salinõmme, Valipe, Aruküla, Soonlepa en Sarve. In het zuidwesten wordt de baai begrensd door een rij onbewoonde eilandjes, waarvan Auklaid (1,4 ha), Öakse laid (7,8 ha) en Saarnaki laid (1,48 km²) de belangrijkste zijn. Ze horen bij het dorp Salinõmme. In het zuidoosten ligt het onbewoonde eiland Kaevatsi laid (1,25 km²), dat bij het dorp Sarve hoort.
De rivier Suuremõisa komt op de grens van de dorpen Salinõmme en Valipe in de baai uit. Salinõmme en Sarve hebben een haven, maar de haven van Salinõmme ligt niet aan de baai.
De oevers van de baai vallen onder het natuurpark Hiiumaa laidude maastikukaitseala (5,55 km²). Bovendien is heel Väinameri een beschermd natuurgebied onder de naam Väinamere hoiuala.
Het wateroppervlak van de baai bedraagt 21,8 km².